# Eurospace
Eurospace és una organització sense ànim de lucre creada en el 1961 i constituïda d'acord amb la legislació francesa. Està associada amb 55 empreses europees involucrades en activitats espacials. Es manté un enllaç permanent amb l'Agència Espacial Europea i altres organitzacions governamentals individuals que promouen l'exploració espacial a Europa.